# Сан-Якопо-сопр-Арно
Сан-Якопо-сопр-Арно (итал. La chiesa di Sant'Jacopo Sopr'Arno — церковь Святого Иакова над берегом Арно), или Сан-Якопо-де-Барбетти (итал. La chiesa di San Jacopo de' Barbetti — римско-католическая церковь во Флоренции, Тоскана, Италия. Расположена в Борго-Сан-Якопо, в историческом квартале Ольтрарно. 14 мая 2006 года церковь была передана Флорентийской епархией Православной архиепископии Италии и Мальты.

## История и произведения искусства
Церковь была построена в X—XI веках в романском стиле. Впоследствии она претерпела значительные изменения, включая добавление трёхарочного портика. Расположение церкви на берегу реки и её название связаны с проходившими в давние времена регулярными лодочными соревнованиями. Апсида церкви возвышается на характерных выступах, и флорентийцы ласково прозвали свой храм «церковью с задницей в Арно» (chiesa col culo in Arno), потому что во время паводков, когда уровень реки поднимается, кажется, что вода устремляется смочить апсиду.
По сведениям историографа искусства эпохи Возрождения Джорджо Вазари, архитектор Филиппо Брунеллески около 1418 года построил здесь капеллу Ридольфи, в которой он воспроизвёл в меньшем масштабе купольное перекрытие, позже использованное в его знаменитом куполе собора Санта-Мария-дель-Фьоре во Флоренции (эта капелла не сохранилась).
С 1542 года церковью владели францисканцы ордена миноритов. В 1575 году церковь была передана регулярным каноникам Сан-Сальваторе-а-Скопето, известным как «Скопетини», которые в 1529 году разрушили церковь и монастырь. В 1580 году элементы романского портика перед древней церковью Сан-Донато-ин-Скопето были заново собраны перед фасадом, спроектированным Бернардино Ради. Две мемориальные доски на портале церкви напоминают, что портик был перестроен в 1580 году на средства Пьетро Медичи и при финансовой поддержке великого герцога Франческо I Медичи. Колокольня была спроектирована Герардо Сильвани в 1660 году.
Церковь была повреждена, когда в 1966 году река Арно затопила Флоренцию. Ремонт после наводнения привел к восстановлению некоторых исторических архитектурных особенностей.
Внутреннее пространство сохраняет оригинальную романскую планировку с тремя нефами, но имеет облик, характерный для XVIII века, возникший в результате реставрации, заказанной отцами-миссионерами. Работы, проведенные после наводнения во Флоренции, позволили обнаружить старинные романские колонны, установленные в барочном интерьере, которые теперь видны в опорах. В результате бомбардировки авиацией союзников 4 августа 1944 года фрески на своде центрального нефа были уничтожены, однако фрески и картины в боковых нефах сохранились.
В главном алтаре находится картина «Призвание Святого Иакова» работы живописца Пьетро Дандини. В церкви имеется и много других произведений искусства XVII—XVIII веков.

## Галерея

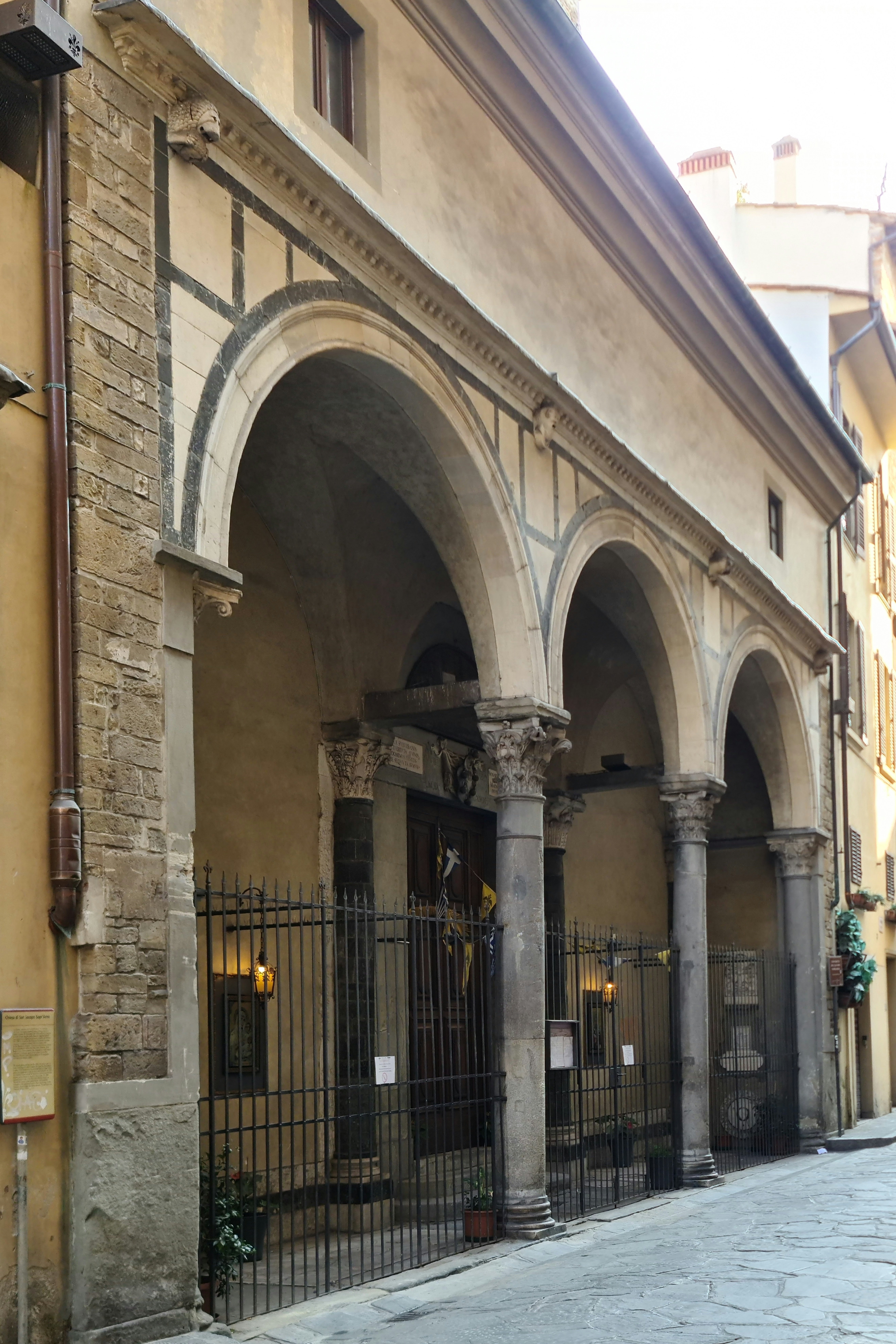
Портик
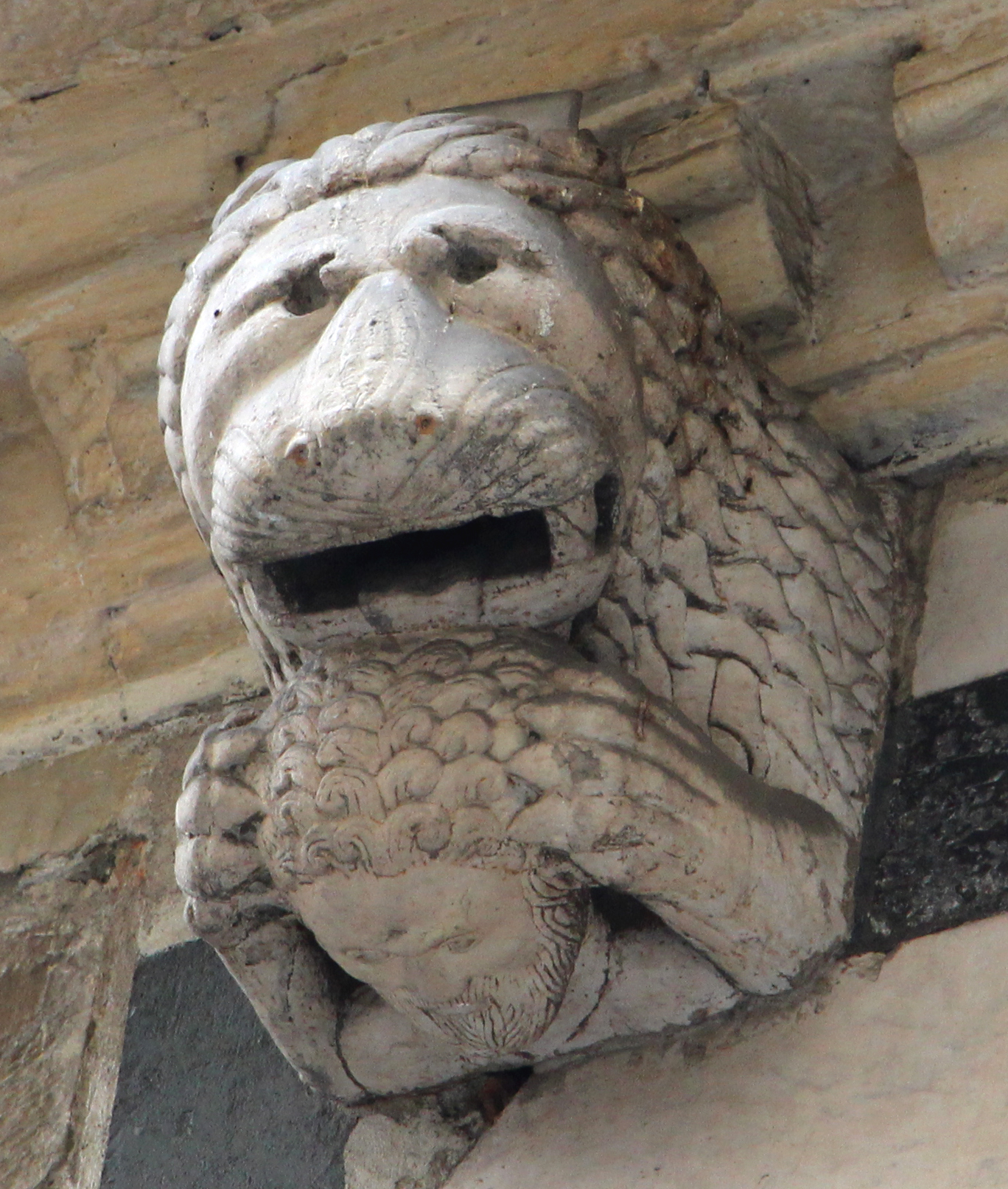
Скульптура портика. XII—XIII в.
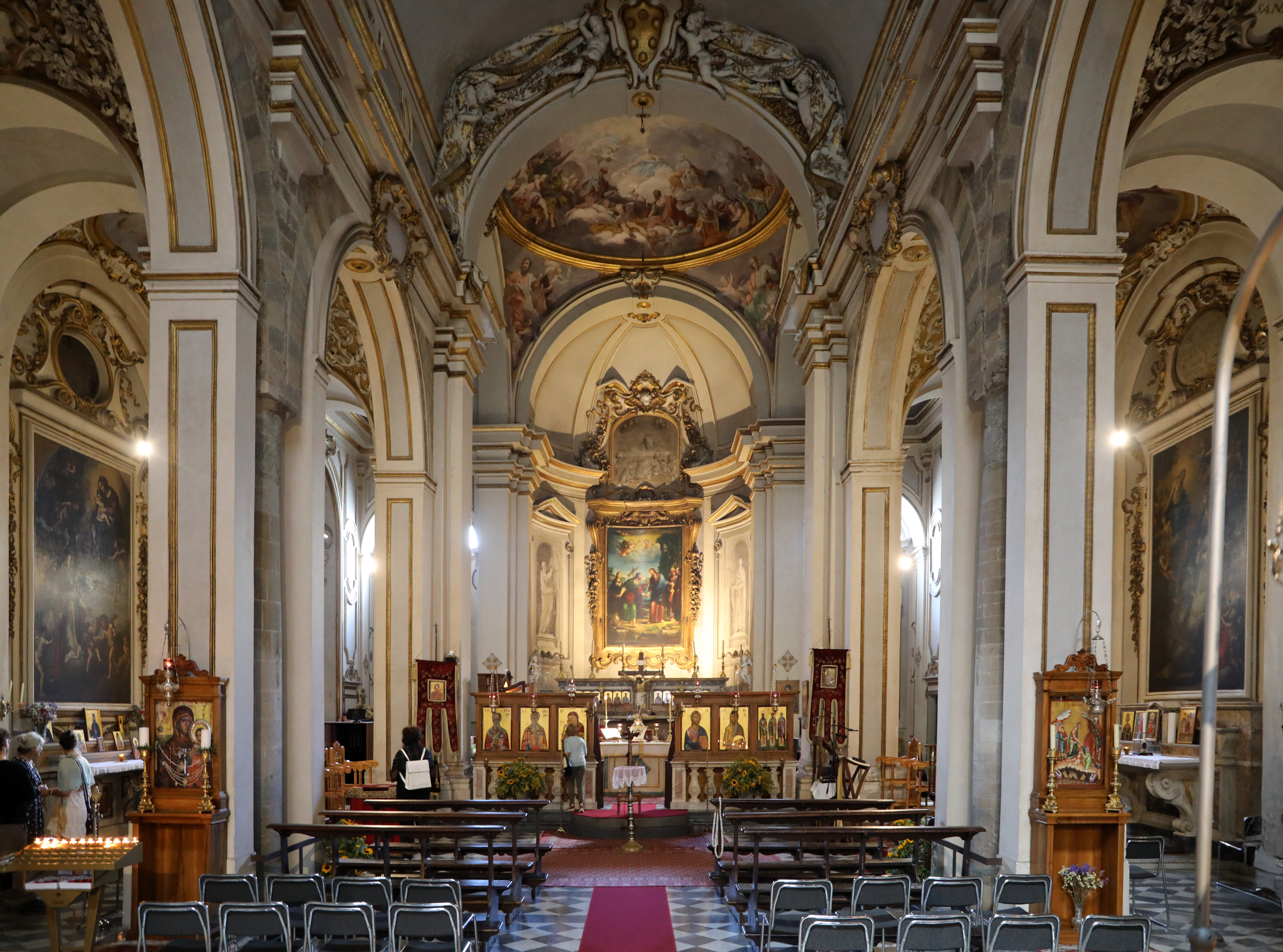
Интерьер церкви
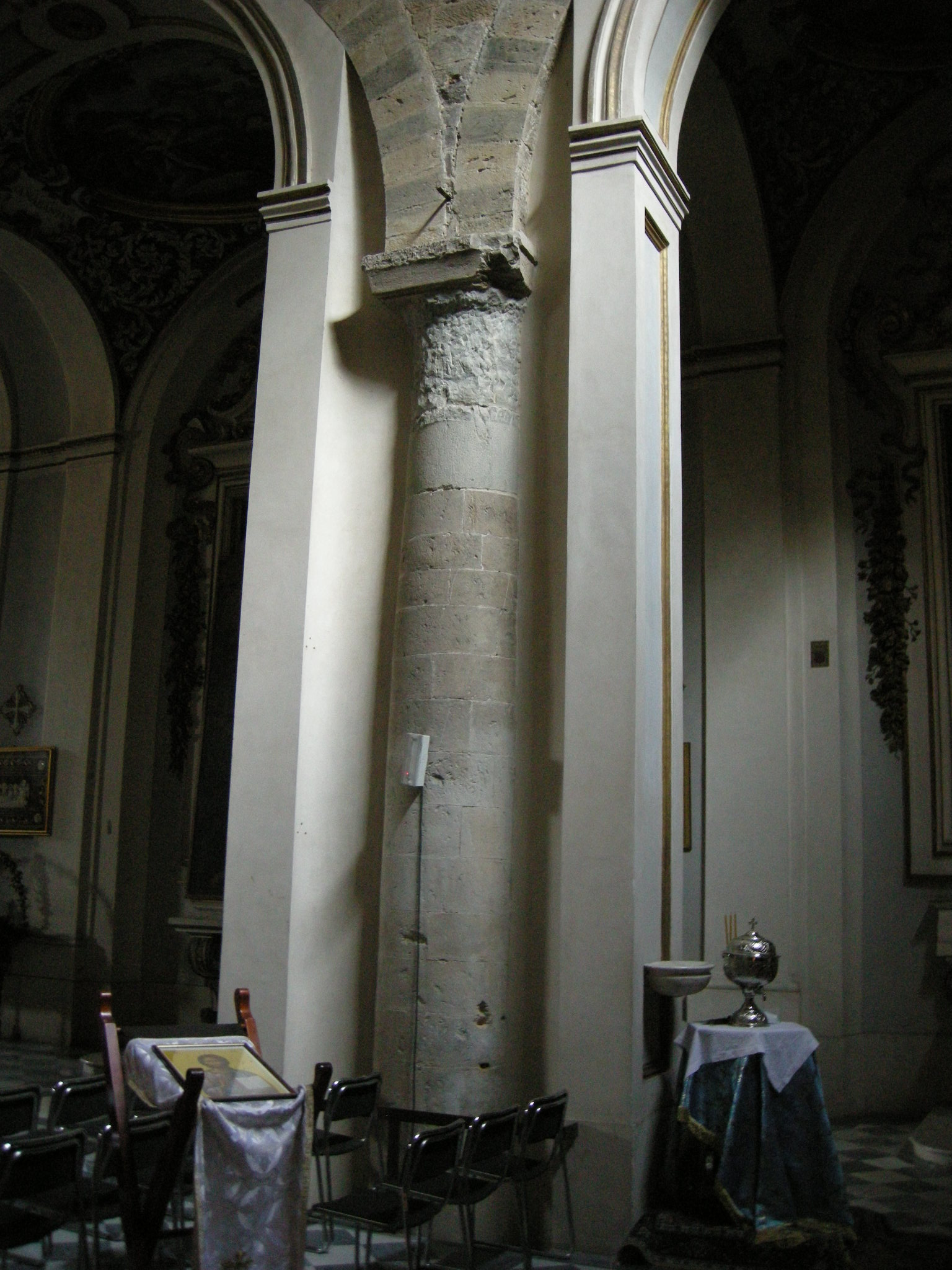
Колонна романского периода
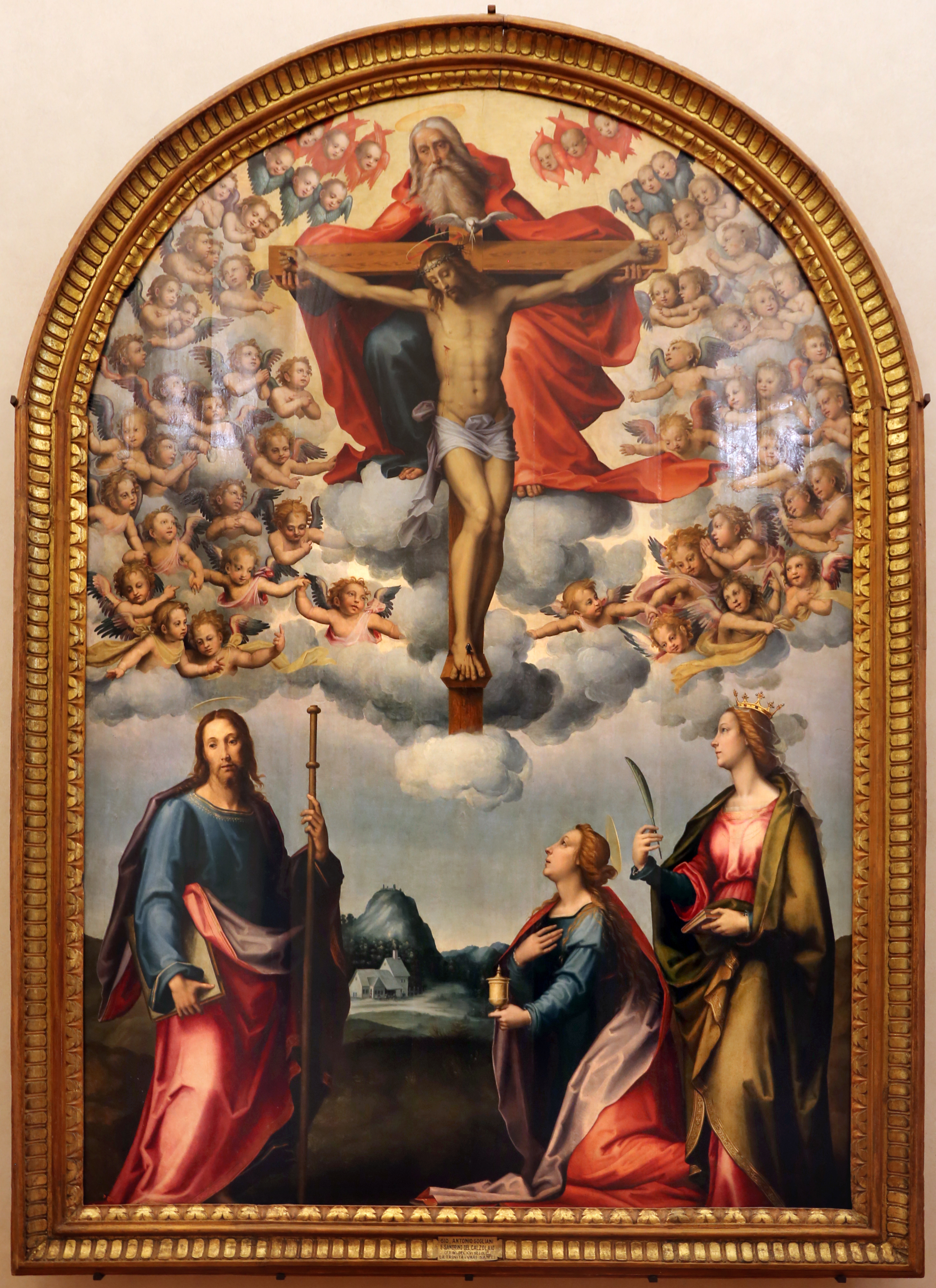
Дж. А. Сольяни. Святая Троица со святыми Иаковом, Маддаленой-деи-Пацци и Екатериной Алксандрийской. Между 1520 и 1530 (ныне экспонируется в Музее трапезной Андреа дель Сарто монасттыря Сан-Сальви (Флоренция)
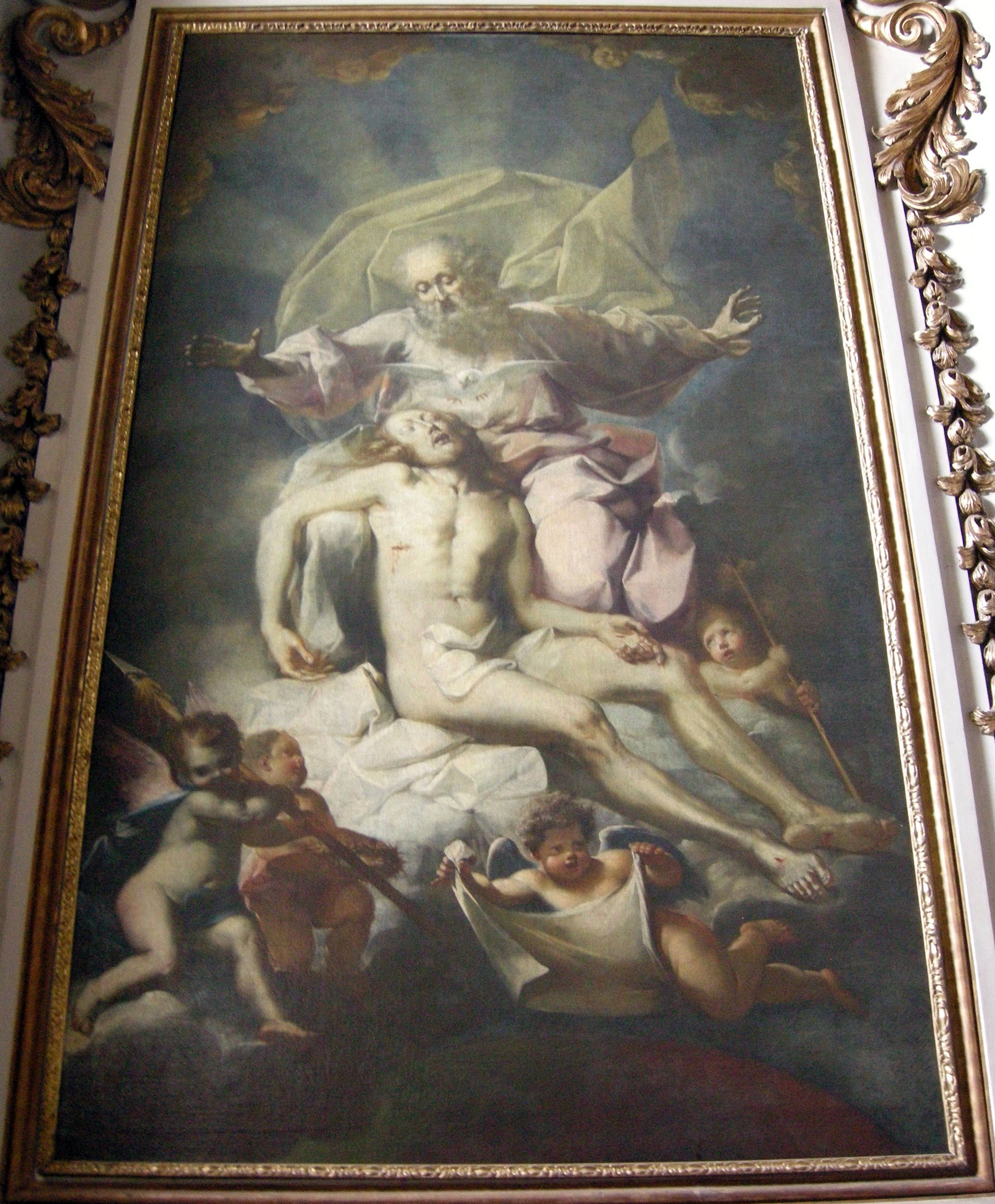
Ф. Конти. Святая Троица. 1707—1709